# Marcos Bezerra Cavalcanti
Marcos Bezerra Cavalcanti (Natal, Rio Grande do Norte, 22 de outubro de 1854 – Rio de Janeiro, 16 de outubro de 1932) foi um médico brasileiro.
Foi eleito membro da Academia Nacional de Medicina em 1903, ocupando a Cadeira 34, da qual é patrono, e da qual foi presidente de 1909 a 1910.